# Manden og mågen
|  | Denne artikel er oprettet af botten PalnaBot ud fra en ekstern database. Den kan derfor have sproglige fejl eller mangler. Denne skabelon kan fjernes efter kontrol af indholdet. |

Manden og mågen er en kortfilm instrueret af Daniel Joseph Borgman efter manuskript af Daniel Joseph Borgman, Katja Adomeit.

## Handling
Johan har forladt sit gamle liv, og lever nu alene i en fiskerhytte sammen med en udstoppet albatros.